# Yamagata (Gifu)
Yamagata è una città giapponese della prefettura di Gifu.